# 黃煥忠
黃煥忠，BBS，MH，JP（1958年1月6日—），香港生物學家、生物資源與農業研究所所長、香港有機資源中心總監、香港浸會大學嘉漢林業珠三角環境應用研究中心主任、寰科顧問有限公司行政總裁。

## 背景
黃煥忠早年就讀聖公會聖馬太小學，分別於1982年及1984年在香港中文大學完成生物系學士及碩士學位，後於1991年取得西澳大利亞梅鐸大學獲得環境科學博士學位。他修讀博士學位期間，同步於1990年至1992年任職澳洲 Environmental Geochemistry International Pty Ltd 的環境科學家／顧問，2002年返回香港任職香港有機資源中心主任，2005年起擔任香港浸會大學生物系教授（2023年榮休，退休前為該系系主任），2008年開始則出任嘉漢林業珠三角環境應用研究中心主任和香港特區政府環境保育基金環境廢物項目撥款小組主席。
黃煥忠主力研究將生物質轉化為生物資源的領域，涵蓋工業應用層面，以達致可持續發展、低碳生活方式、無污染食品、生物能源、生物質等方面「人人可享更清潔的環境」的目標。2021年，他獲史丹佛大學「更新的標準化引文指標科學家作者資料庫」(Updated science-wide author databases of standardized citation indicators)評選為首2%的科學家。同年，他在記者會發表調查時表示發現不少不良菜檔假冒有機，使用過期或影印證書，並點名指連鎖有機菜檔「以琳沙律」盜用有機認證證書，出售證書上農場沒有提供的產品，以琳所出售的蔬菜亦驗出除蟲劑等農藥。「以琳沙律」入稟高等法院，指香港有機資源中心及其總監黃煥忠誹謗中傷，令「以琳沙律」蒙受重大經濟損失，要求法庭頒令禁止中心及黃煥忠發表任何對「以琳沙律」的誹謗言論，並向「以琳沙律」致歉及賠償，撤回或修改有關誹謗言論。

## 個人生活
黃煥忠已婚，其女兒為2021年國際文憑課程狀元之一，考獲45分。雖然父親為生物學者，她卻表示從小抗拒學習科學，並認為看紀錄片很沉悶。